# Basilique de la Nativité-de-Marie de Mariazell
La basilique de la Nativité-de-Marie (en allemand : Basilika Mariä Geburt) est une basilique mineure de l'Église catholique située à Mariazell en Autriche, qui a également le statut de sanctuaire national, s’agissant du plus important lieu de pèlerinage du pays et de l'un des principaux en Europe. À l'intérieur de l'église, une image miraculeuse en bois de la Vierge Marie est honorée. 

## Histoire

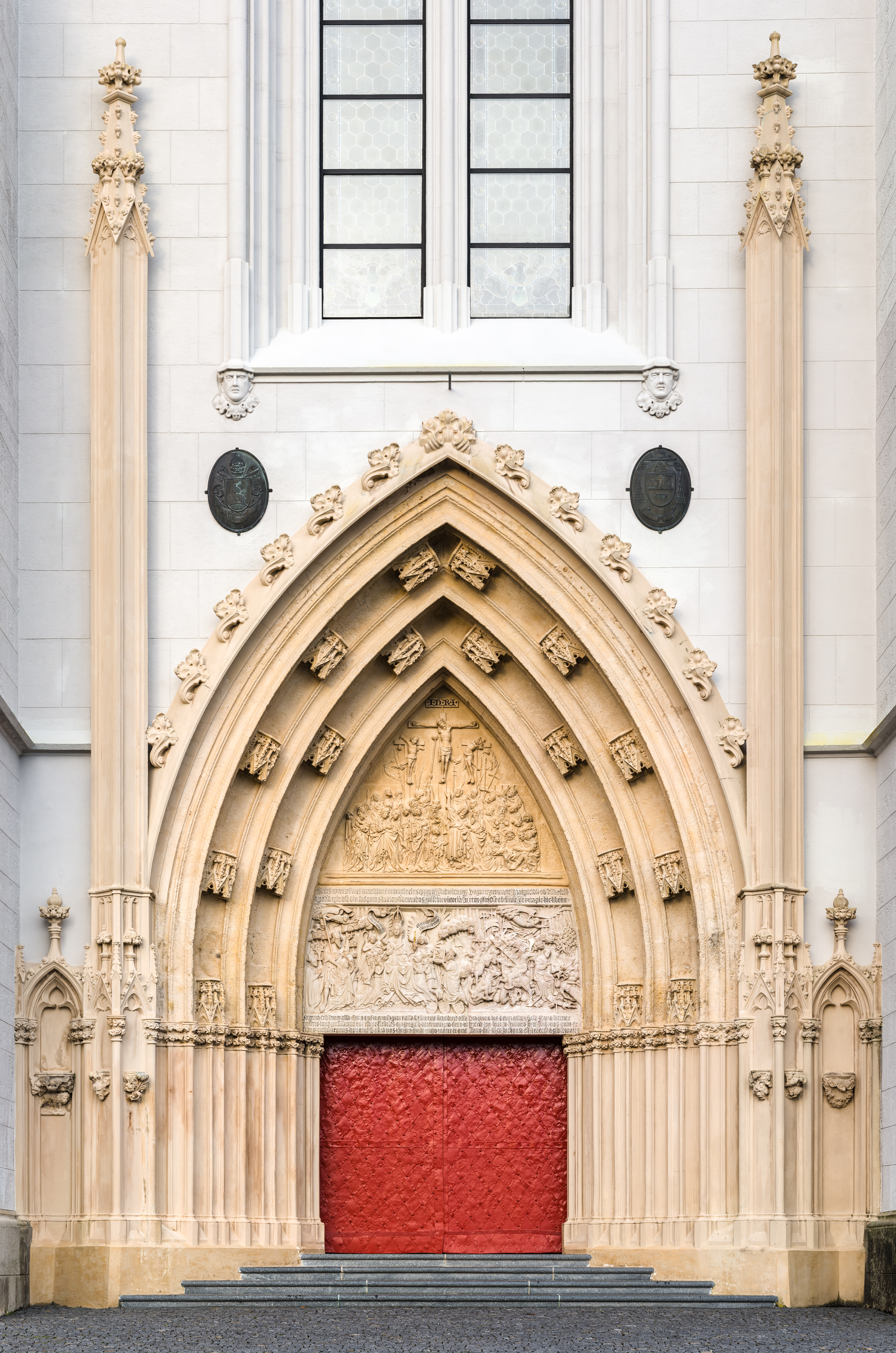
Le portail principal.

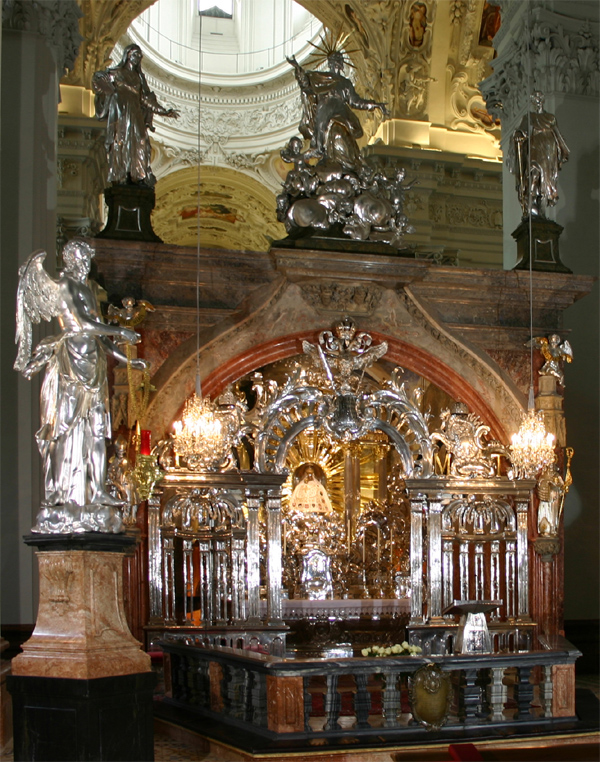
La Gnadenkapelle.

Le territoire autour de Mariazell fut donné au monastère de Saint-Lambert vers 1103 et les moines y construisirent des cellules pour servir les habitants locaux. La ville aurait été fondée en 1157, mais son existence n'est documentée qu'à partir de 1243. Un autel marial y fut dédié en 1256.
Au XIVe siècle, une grande église gothique existait déjà dans cette localité, mais elle fut détruite par un incendie. De 1644 à 1683, elle est reconstruite dans le style baroque sous l'influence de l'architecte Domenico Sciassia. On y joignit une tour et un dôme de même style baroque. Le maître-autel fut construit par Johann Bernhard Fischer von Erlach et consacré en 1704.
Les douze chapelles latérales contiennent chacune un autel baroque. Le facteur d'orgues est Johann Peter Alexander Wagner (1740). Les deux statues érigées devant l'entrée — œuvres de Balthasar Moll (en 1757) — représentent Louis Ier de Hongrie et Vladislav III de Bohême.

## Basilique
En 1907, l'église fut élevée au rang de basilique mineure. Des travaux de restauration, commencés en 1992, sont achevés en 2007. Le pape Benoît XVI la visite en septembre de la même année. 